# Altenkrempe
Altenkrempe là một đô thị thuộc huyện Ostholstein, bang Schleswig-Holstein, Đức.